# Wilhelm von Mirbach-Harff
Contele Wilhelm von Mirbach-Harff (n. 2 iulie 1871, Bad Ischl, Austro-Ungaria – d. 6 iulie 1918, Moscova, Gubernia Moscova⁠(d), RSFS Rusă) a fost un diplomat german. El a participat la negocierile sovieto-germane de la Brest-Litovsk. A fost numit ambasador al Germaniei în Republica Sovietică Federativă Socialistă Rusă (R.S.F.S.R.) în aprilie 1918. A murit la trei luni după numirea în funcție, asasinat de socialist-revoluționarii de stânga care încercau să incite din nou la război între Germania și Rusia Sovietică.